# بنی احقاف غربی (یمن)
 بنی احقاف غربی  به عربی ( بَنی أحقاف الغَربیة )، روستایی است در دهستان المَرازیق از توابع استان جوف در کشور یمن در شبه جزیره عربستان.

## جمعیت
جمعیت آن ( ۱۲۰) نفر (۱۳ خانوار) می‌باشد.